# Virgin Records
A Virgin Records egy brit lemezkiadó. 1972-ben hozta létre Richard Branson, Simon Draper, Nik Powell és Tom Newman.
Az alapítás nem kis szerencsével óriási sikerrel indult, ugyanis egy akkoriban ismeretlennek számító zenész, Mike Oldfield kopogtatott a lemezkiadó ajtaján egy olyan művel, amelyet már több helyen is elutasítottak. Branson adott egy esélyt a progresszív rock anyagnak, és nagyon beletrafált. Az album 279 hetet töltött a brit toplistákon, és néhány év alatt közel 20 millió darabot adtak el belőle világszerte.
A kiadó 1985-ben részt vett Pekingben a nyugati cégek első hanglemez kiállításán, ahol többek között Julian Lennon és Boy George lemezeit mutatta be.
A kiadót 1992-ben adták el a Thorn EMI-nak 1 milliárd dollárért, hogy megmentsék a Virgin-birodalom másik vezető cégét a Virgin Atlantic légitársaságot. 2011-ben a Virgin Records márkát is birtokló EMI lemezkiadó részlegét 1,4 milliárd euróért a Universal Music Group, zeneműkiadó részét a Sony Music Entertainment vásárolta fel.
A Virgin Records 1995 novemberében nyitotta meg a világ legnagyobb zeneműboltját New York szívében, a Times Square-en. A kereskedelmi egység közel 7000 négyzetméteres.

## Híres előadói
- 30 Seconds to Mars
- Mike Oldfield Első albuma, a Tubular Bells című nagylemeze közel 20 millió példányban fogyott és 279 hetet töltött a brit toplistákon.[1]
- Tangerine Dream
- Sex Pistols Az együttes első nagylemeze a Never Mind the Bollocks Here’s the Sex Pistols 1977. október végén három nap alatt 100 000 példányban fogyott el, és az angol slágerlista élére került.[6]
- Boy George 1982-ben a Virgin Records favorit énekese volt.[7]
- Genesis
- Korn
- The Rolling Stones,[3] akik 1991-ben rekordösszegű, 45 millió dolláros szerződést írtak alá a Virgin Recordsszal.[8]
- Lenny Kravitz[9]
- Spice Girls
- Sandra
- Pharrell Williams
- David Bowie
- Janet Jackson 1991-ben három nagylemezre írtak alá vele szerződést.[10]
- Phil Collins[3]
- George Michael lemezeinek Amerikán kívüli kiadási jogát 1996-ban 16 millió dollárért vette meg a Virgin.[11]
- David Bowie, aki 2002-ben hagyta ott a kiadót, hogy saját ISO nevű kiadójánál jelentesse meg a lemezeit.[12]
- Mariah Carey, akivel 2001-ben kötött szerződést öt albumra a kiadó, de azt az első album, a Glitter mindössze 2 millió eladott példányt eredményező bukása után 2002-ben felbontotta.[13]